# 99Basic
99Basic（キューキューベーシック）は、1999年に飯田崇之が個人で開発したBASIC言語の処理系である。通常は "BASIC" と全て大文字で綴るが、開発者自ら "99Basic" と表記している。Windows上で動作するN88-BASIC系のインタプリタである。

## 概要
N88-BASIC、MSX-BASIC、Sord M5 BASICなどを参考に開発されており、いずれとも完全互換ではないが、基本的にはほぼN88-BASIC互換となっている。一見DOS窓のような外観で、通常起動時の画面サイズは640×400ドットであるが、サイズは可変であり、最大1024×1024ドットまで扱える。RS-232Cがサポートされ、インターバルタイマ割り込みなども実装されており、機械語プログラムも使用できる。構造化プログラミングのための拡張などはなく、行番号を用いるオーソドックスな仕様となっており、キャッチフレーズは "前時代的ＢＡＳＩＣの決定版！" である。
当初はシェアウェアであったが、2002年にフリーウェアとして公開された。このときのバージョン 1.19 で開発は停止しているが、動作は安定しており、インタプリタとしては高速である。